# Xadíritsi
Xadíritsi (en rus: Шадырицы) és un poble de l'óblast de Leningrad, a Rússia, que el 2017 tenia 6 habitants.